# شورای پناهندگان دانمارک
شورای پناهندگان دانمارک (دانمارکی: Dansk Flygtningehjælp)، یک سازمان بشردوستانه خصوصی است که در سال ۱۹۵۶ تأسیس شد. این سازمان در پروژه‌های بشردوستانه در سراسر جهان فعال بوده‌است. 
در دهه ۱۹۹۰، از طریق عملیات کاروان‌های کمک رسانی، این سازمان بیش از نیمی از کمک‌های بین‌المللی بشردوستانه در بوسنی و هرزگوین در طول جنگ‌های استقلال یوگسلاوی سابق را به عهده داشت.

## وظایف
امروز شورای پناهندگان دانمارک در بیش از ۳۰ کشور در سراسر جهان با برنامه‌های بشردوستانه در مناطق جنگی مانند سومالی، افغانستان، عراق و چچن کار می‌کند.
این شورا یکی از نقش آفرینان اصلی کمک‌های بشردوستانه در سوریه و کشورهای همسایه است. بیش از ۵۰۰٬۰۰۰ نفر ماهانه در این منطقه از دریافت کمک‌های اضطراری این شورا بهره‌مند می‌شوند. وضعیت در سوریه و در اطراف آن بزرگترین بحران انسانی است که جهان در معرض آن قرار دارد و ۳۰ درصد از مردم به دلیل خشونت، خانه‌های خود را ترک کرده‌اند. در سوریه، لبنان، اردن، ترکیه و عراق، این شورا کمک‌های امدادی مانند تشک، لباس، پتو و کیت‌های بهداشتی توزیع می‌کند.
در سپتامبر ۲۰۱۳، یک نمایندگی جدید در ژنو افتتاح کرد.
در سال ۲۰۱۷، دولت دانمارک به شورای پناهندگان دانمارک ۲٫۵ میلیون کرون اهدا کرد تا آنها برای همکاری با IBM برای ایجاد یک برنامه جهت پیگیری جریان‌های پناهندگان و مهاجران و در نتیجه بهبود برنامه‌ریزی پاسخ‌های بشردوستانه را برنامه‌ریزی کند.

## وقایع
در اکتبر ۲۰۱۱، دو کارمند این شورا در پروژه‌ای توسط دزدان دریایی سومالی در گالکایو دستگیر شدند و بعد از ۹۳ روز توسط نیروی دریایی ایالات متحده آمریکا نجات یافتند.